# Urd
Urd sau Urdhr este una dintre cele trei norne (divinități ale destinului în mitologia nordică), alături de Skuld și Verdandi. Deseori este văzută ca o zeiță a timpului trecut, iar numele ei înseamnă "ceea ce a fost", "ceea ce s-a petrecut". 
Acest articol referitor la mitologia nordică  este deocamdată un ciot. Puteți ajuta Wikipedia prin completarea lui!